# ムロウテンナンショウ
ムロウテンナンショウ（学名:Arisaema yamatense）は、サトイモ科テンナンショウ属の多年草。
葉は2個つけ、葉軸が発達し、鳥足状に分裂する。仏炎苞舷部は広卵形で、口辺部は狭く開出する。舷部内面と縁に乳頭状の細突起が密生する。花序付属体の先端はやや膨らんだ光沢のある緑色になる。小型の株は雄花序をつけ、同一のものが大型になると雌花序または両性花序をつける雌雄偽異株で、雄株から雌株に完全に性転換する。

## 特徴
地下茎は球形で、地下茎の上部から多くの根を出す。植物体の高さは80cmに達する。偽茎部は長く、全体にホソバテンナンショウ Arisaema angustatum に似ていて、鞘状葉や偽茎部の斑模様は赤味が強い。葉は2個つき、偽茎の上部につく第2葉は、偽茎の下部につく第1葉より著しく小さく、両葉の葉柄はほとんど接するようにつく。葉身は鳥足状に7-17小葉に分裂し、小葉間の葉軸が発達し、小葉は狭楕円形で、ときに線形になり、長さ5-25cm、先端および基部はとがり、縁は全縁となるか細かい鋸歯がある。
花期は4-6月。葉と花序を地上に出し、葉と仏炎苞はほぼ同時に展開するか、しばしば花序が先に展開する。花序柄は長さ3-15cmでふつう葉柄部とほぼ同じ長さ。仏炎苞は淡緑色でまれに紫色をおび、長さ11-18.5cm、仏炎苞筒部はやや太い円筒形で、仏炎苞口辺部は狭く開出する。仏炎苞舷部は筒部より短く、広卵形で、基部がやや横に張り出し、先は鋭くとがる。舷部内面と縁には多数の乳頭状の細かい突起が密生し、肉眼的には白っぽく見える。花序付属体は長さ7.5-13.5cm、花序の上部に長さ10-13mmの柄があり、淡緑色で下部はやや太く、上方に向かって細くなり、多くは上部で前方に曲がり、先端はやや膨らんで径2-3mmになり光沢のある濃緑色になる。果実は秋に赤く熟す。染色体数は2n=28。

## 分布と生育環境
日本固有種。本州の近畿地方の府県および隣接する中部地方（愛知県・岐阜県・福井県）、中国地方東部（鳥取県・岡山県）に分布し、山地の林中に生育する。

## 名前の由来
ムロウテンナンショウは、中井猛之進　(1917) がマムシグサ Arisaema japonicum の新変種としてvar. yamatense を記載した際のタイプ標本の採集地が奈良県室生山産で、和名を Murou-tennannsho.とした。
その後、中井 (1929) は、Arisaema japonicum Blume var. yamatense Nakai (1917) を種に階級移動させ、Arisaema yamatense (Nakai) Nakai (1929) とした。

## ギャラリー

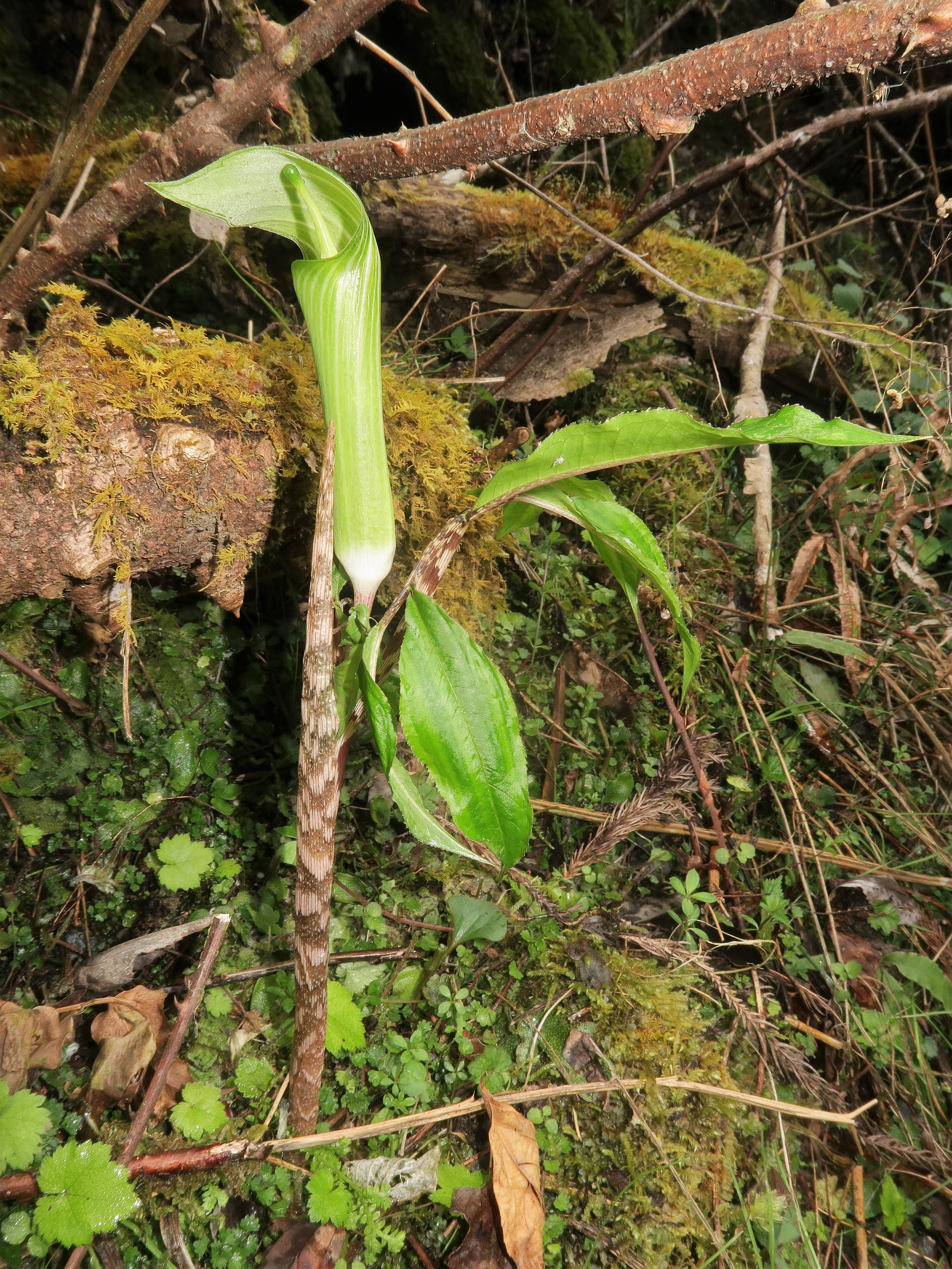
葉と仏炎苞はほぼ同時に展開するか、写真のように、しばしば花序が先に展開する。
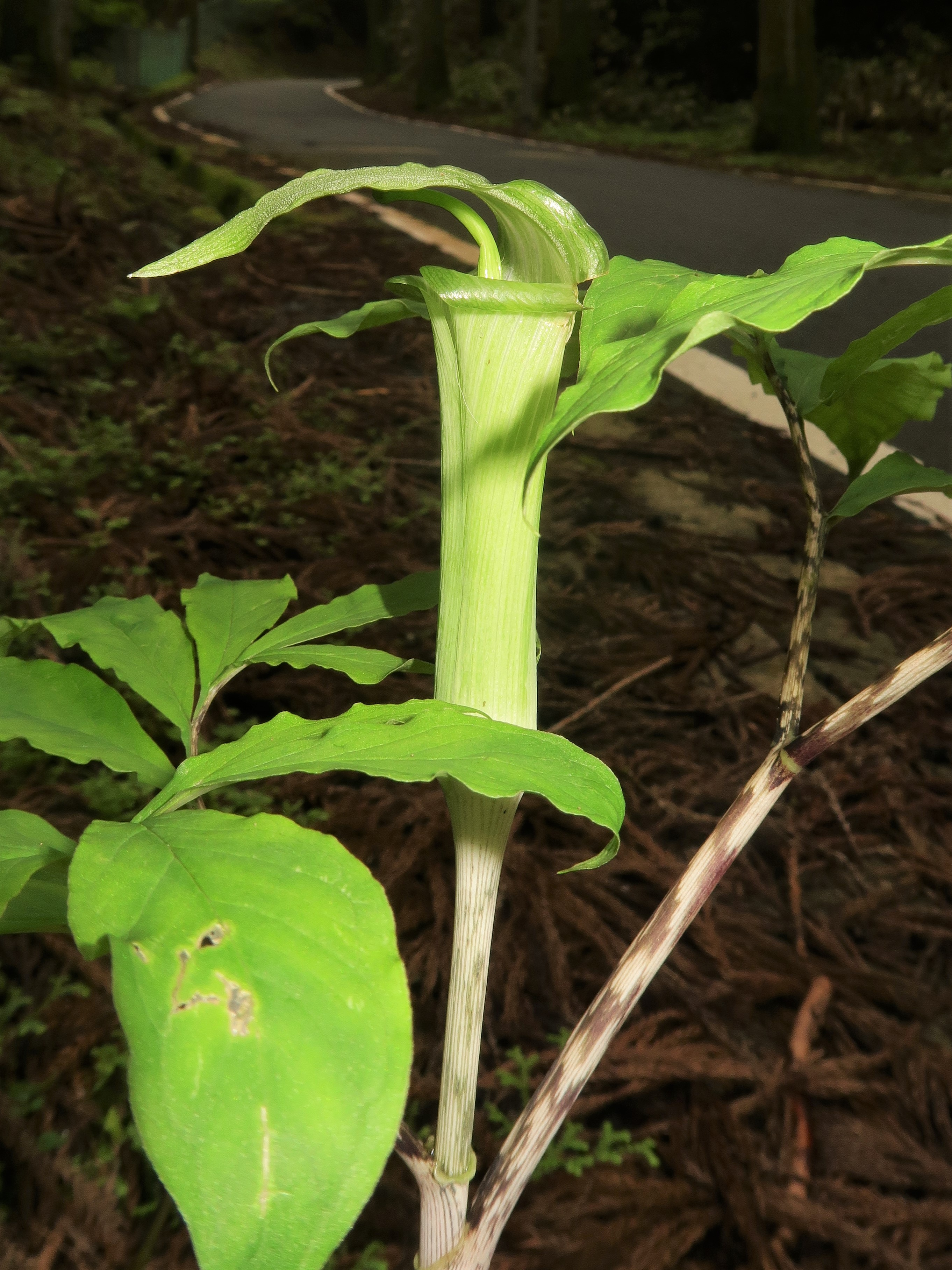
花序柄はふつう葉柄部とほぼ同じ長さ。仏炎苞は淡緑色でま、仏炎苞筒部はやや太い円筒形で、仏炎苞口辺部は狭く開出する。
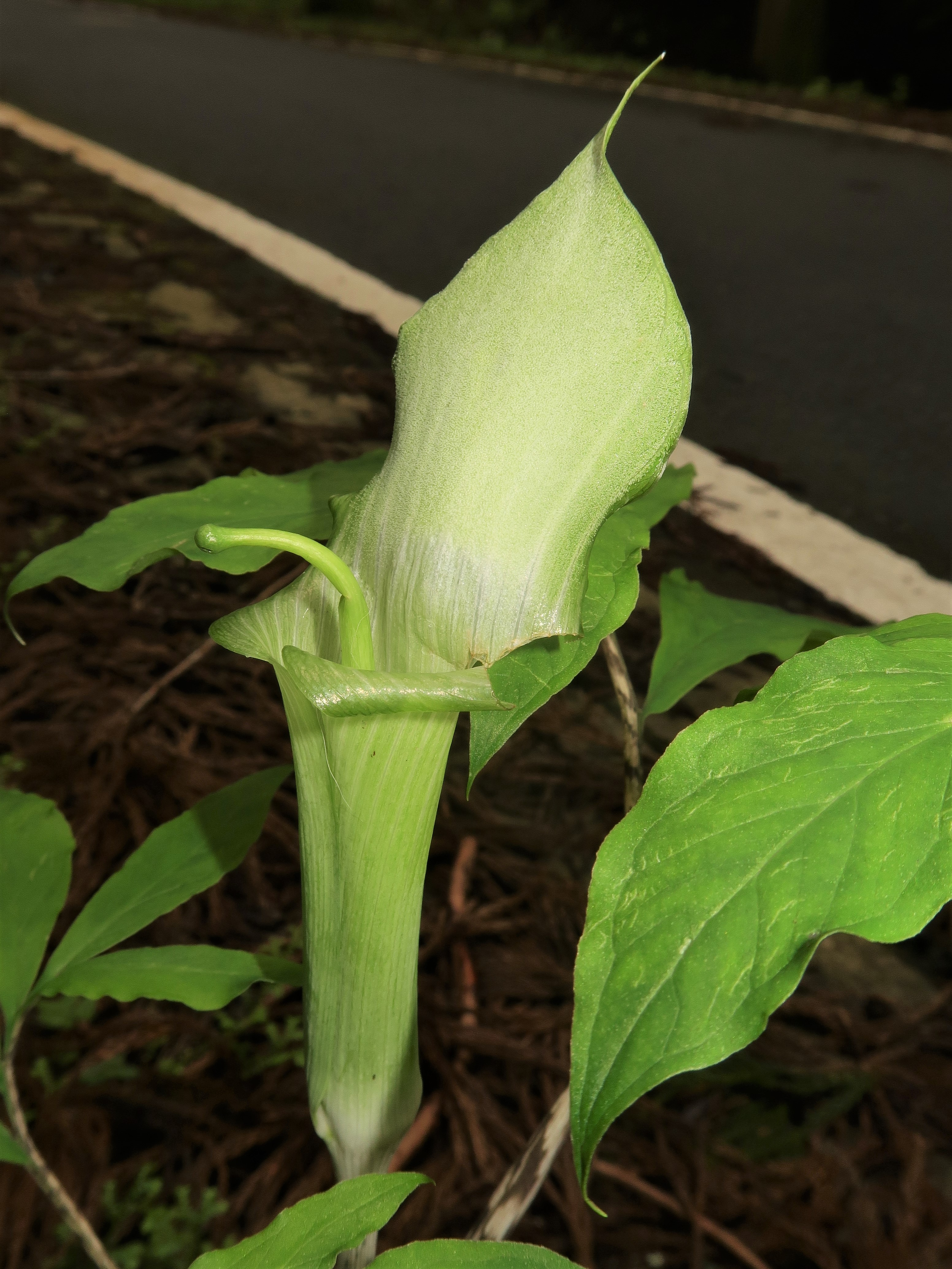
仏炎苞舷部を立たせて撮影。舷部は筒部より短く、広卵形で、先は鋭くとがる。舷部内面と縁には乳頭状の細突起がある。花序付属体は上部で前方に曲がり、先端はやや膨らんで光沢のある濃緑色になる。
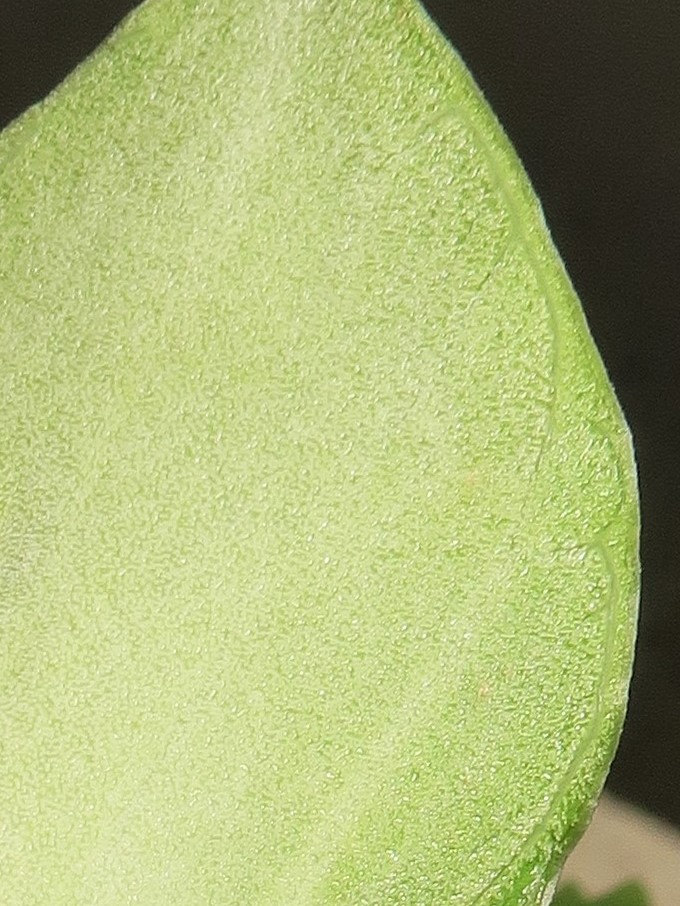
左の部分拡大。舷部内面と縁には多数の乳頭状の細かい突起が密生し、肉眼的には白っぽく見える。
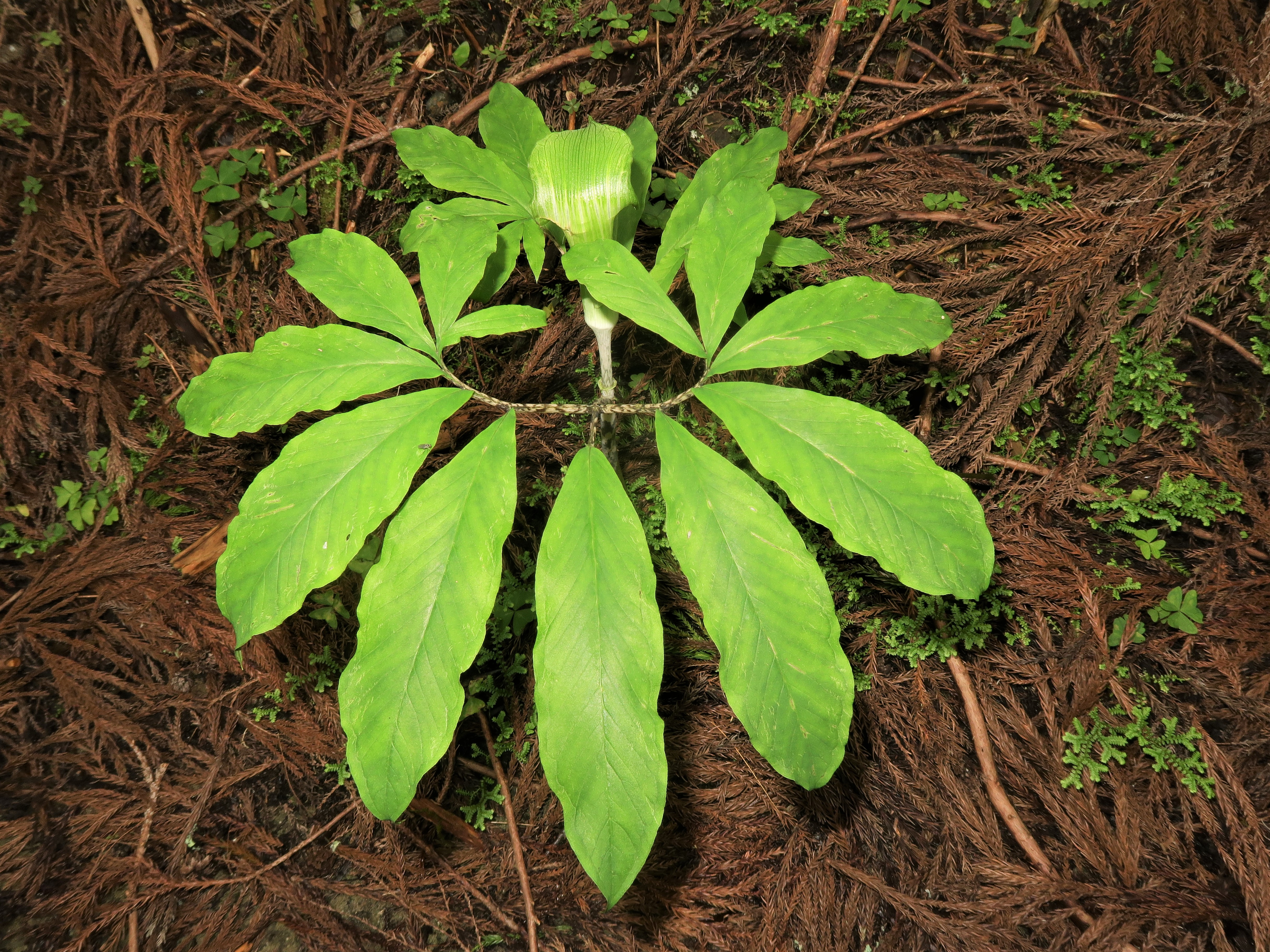
葉は2個つき、葉身は鳥足状に分裂し、小葉間の葉軸が発達する。この個体は、偽茎下部につく第1葉は小葉が13個に分裂している。
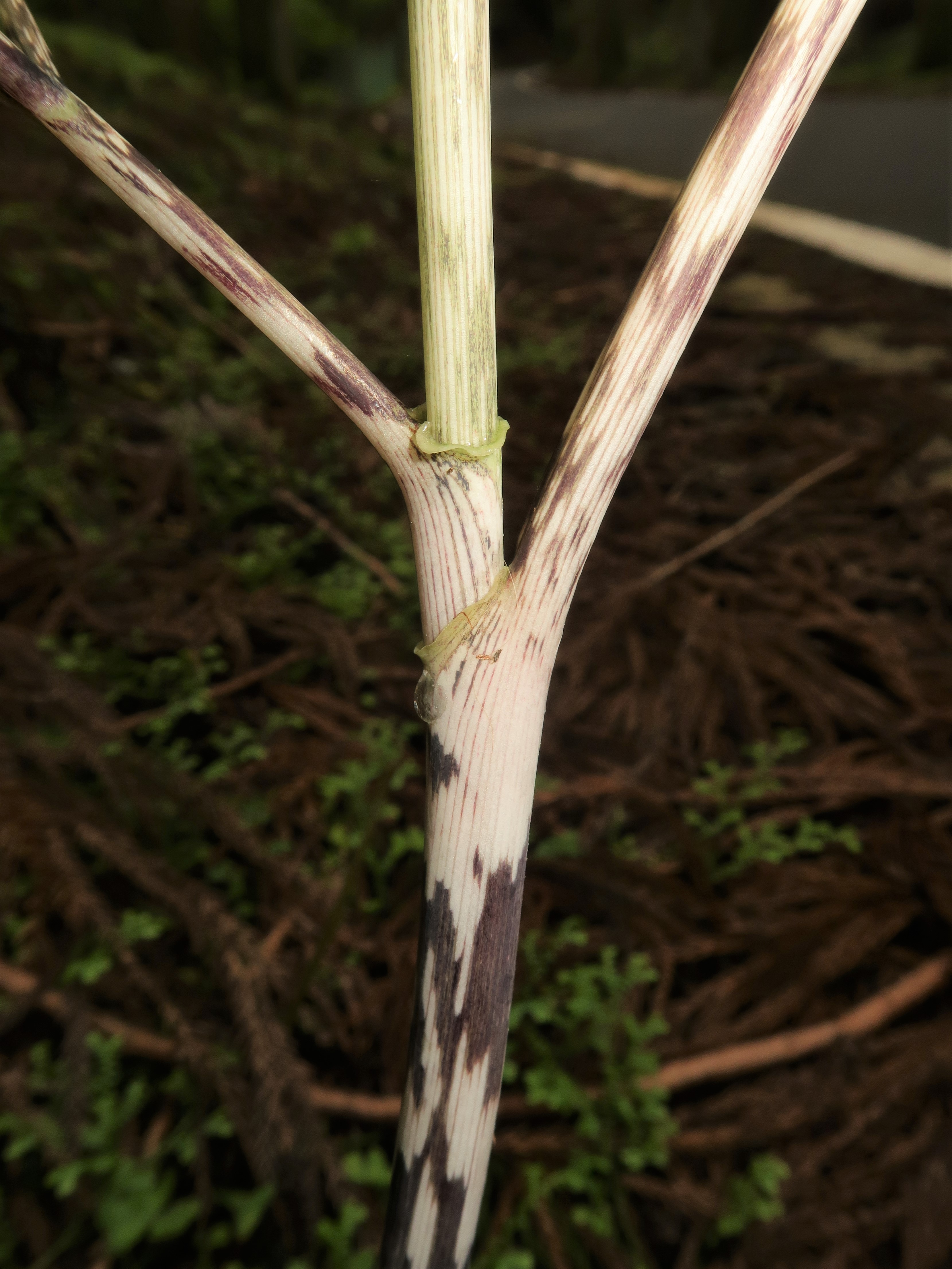
鞘状葉や偽茎部の斑模様は赤味が強い。偽茎部の葉柄基部の開口部が襟状に開出する。

## 近縁種
近縁の種にスルガテンナンショウ Arisaema sugimotoi Nakai (1935) がある。同種は、本種の亜種 Arisaema yamatense (Nakai) Nakai subsp. sugimotoi (Nakai) H.Ohashi et J.Murata (1980) ともされるが、核DNA ITC領域の系統解析の結果、明らかに区別できることが分かり、別種であることされた。同種の仏炎苞舷部内面と縁に多数の微細な乳頭状突起があり、本種と共通のものであるが、同種は花序付属体の先端がダイズ状の膨らみとなる。
また、偽茎部が長く、鞘状葉や偽茎部の斑模様の赤味が強い点においては、ホソバテンナンショウ Arisaema angustatum Franch. et Sav. (1878)に似るが、同種は、仏炎苞舷部内面に微細な乳頭状突起は無く、花序付属体の先端に濃緑色の膨らみは無い。